# پوستامیشکه
پوستامیشکه (به مجاری:  Pusztamiske) یک شهرداری در مجارستان است که در وسپرم واقع شده‌است. پوستامیشکه ۱۷٫۸۲ کیلومتر مربع مساحت و ۴۹۲ نفر جمعیت دارد.